# صلصة الخردل

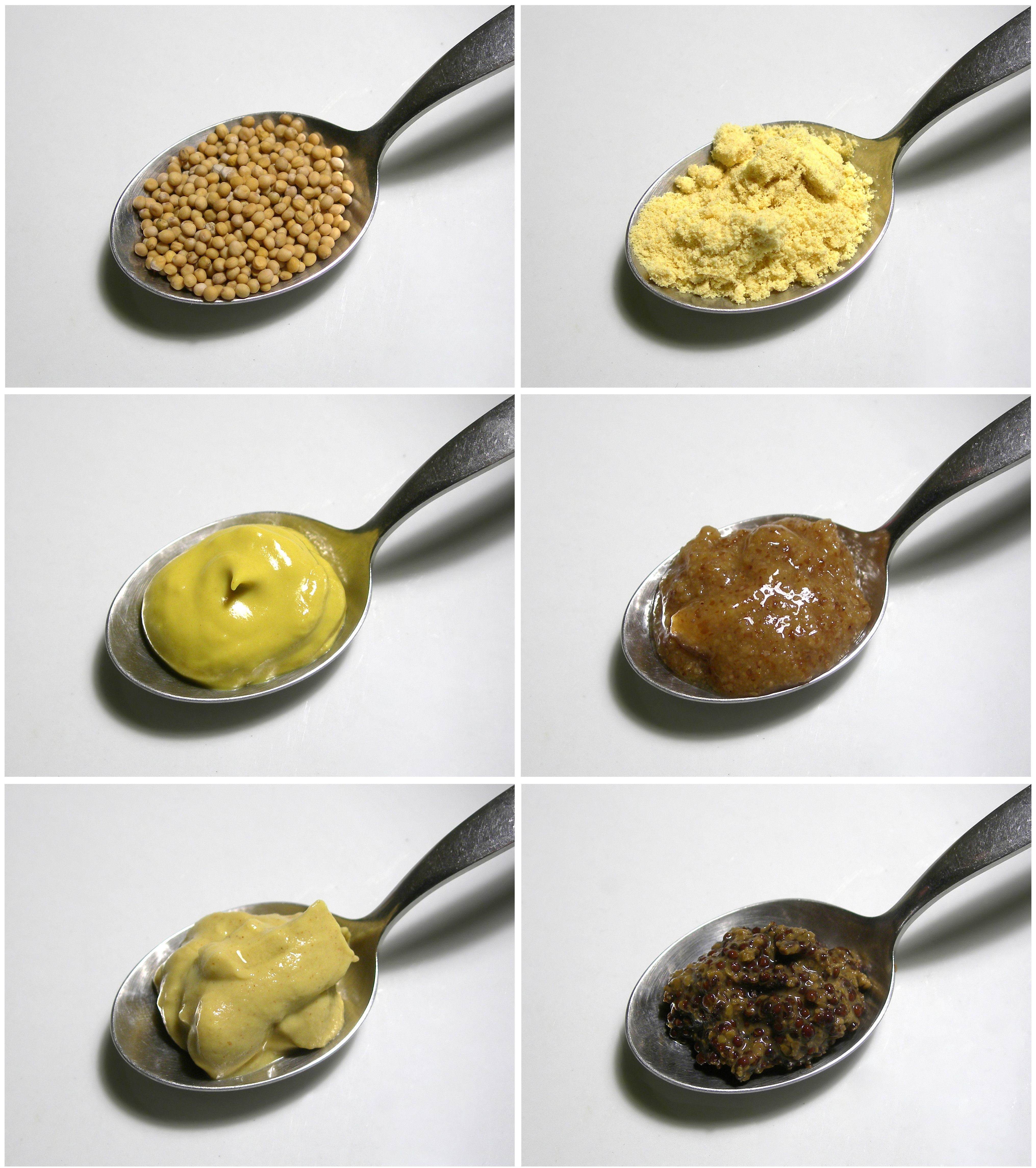
أنواع مختلفة من صلصة الخردل.

صلصة الخردل (بالإنجليزية: Mustard) هي أحد أنواع البهارات المصنوعة من نبات الخردل ويوجد منها عدة ألوان مثل الأبيض والأصفر والأسود والبني. يتم خلط بذور الخردل الكاملة أو المطحونة أو المتشققة مع الماء أو الخل أو عصير الليمون أو النبيذ والملح وبعض النكهات والتوابل الأخرى في كثير من الأحيان لإنشاء عجينة أو صلصة تتراوح من اللون الأصفر الفاتح إلى الأصفر الداكن أو البني. لبذور الخردل طعم قوي ولاذع ومر ويتراوح طعمها من الحلو إلي الحار.
يضاف الخردل إلى اللحوم والاجبان وسندوتشات الهامبرجر والكورن دوج والهوت دوج.
يستخدم الخردل كعنصر أساسي في بعض الصلصات والمخللات والشوربة كما أنه يضاف في عمليات تزجيج الخزف. في مطبخ الهند وبنجلاديش وبلاد البحر الأبيض المتوسط وشمال وجنوب شرق أوروبا وآسيا وأمريكا الشمالية وأمريكا الجنوبية وبعض دول أفريقيا، يستخدم الخردل كتوابل أو قشطة، مما يجعله أكثر الأطعمة شعبية في العالم، بالإضافة إلى أنه يستخدم كبهارات.

## اصل اسم الخردل
كلمة مسترد هي كلمة إنجليزية مشتقة من الخردل الأنجلو والنورماني، وكلمة موستارد مشتقة من اللغة الفرنسية القديمة.
تعود التسمية الأولى للخردل إلى اللغة اللاتينية، وتم تحضيره عن طريق تحضير بعض أنواع بذور البهارات و طحنها وتحويلها إلى عجينة لينة، في اللغة اللاتينية هناك ما يطلق عليه اسم اردينس ويعني ملتهب أو حار وهناك ما يطلق عليه موستم وتعني القليل من النبيذ.
في أواخر القرن الثالث عشر، تم توثيق الخردل لأول مرة باللغة الانجليزية، على الرغم من أنه تم العثور عليه كلقب قبل قرن من الزمان.

## التاريخ
كشفت الحفريات الأثرية في وادي السند بشبه القارة الهندية، عن زراعة الخردل هناك. كانت تلك الحضارة موجودة حتى عام 1850 قبل الميلاد.
من الممكن أن يكون الرومان هم أول من قام بتحضير الخردل واستخدمه كتوابل.
فقد يكون الرومان قاموا بمزج العنب غير المخمر مع بذور الخردل المطحونة، حيث أن هذه الوصفة عرفت من كتاب المطبخ الروماني الذي تم تجميعه في أواخر القرن الرابع عشر أو أوائل القرن الخامس عشر بشكل مجهول. تتطلب الوصفة خردل مطحون وفلفل وكراوية وكشمش وبذور الكزبرة المشوية والشبت والكرفس والزعتر والأوريغانو والبصل والعسل والخل وصلصة السمك والزيت. كان الغرض من الوصفة هو طلاء الخنزير قبل تحميره.
من المحتمل أن يكون الرومان قد قاموا بتصدير بذور الخردل إلى بلاد الغال، وبحلول القرن العاشر، تعلم رهبان سان جيرمان دي بري في باريس طريقة صناعة الخردل، ثم بدأوا في إنتاج استهلاكهم بأنفسهم. يعود أول ظهور لصانعي الخردل في السجلات الملكية في باريس إلى عام 1292. بحلول القرن الثالث عشر، أصبحت ديجون بفرنسا مركز رئيسي ومعروف بصناعة الخردل.
ترجع شعبية الخردل في ديجون إلى عام 1336، حيث كتب في بعض الروايات أن أثناء إحدى حفلات دوق بورغندي جلس أحد الضيوف وتناول 320 لتر من معجون الخردل في ليلة واحدة. في عام 1877، تم إنشاء مصنع جراي بوبون أحد وأشهر مصانع الخردل في ديجون، بالشراكة بين موريس جراي صانع الخردل مع وصفة فريدة تحتوي على النبيذ الأبيض، وأوغست بوبون، الممول. وقد ساعد في نجاحهم إدخال أول آلة أوتوماتيكية لصنع الخردل.
في عام 1937، تم منح خردل ديجون تسمية المنشأ كونترول. نظرا لتقاليدها الطويلة في صناعة الخردل، حيث تعتبر ديجون عاصمة صناعة الخردل في العالم. أثبت في كتاب فورمي كوري الذي كتب على يد كبار الطهاة للملك ريتشارد الثاني أن الخردل يستخدم في إنجلترا كتوابل منذ عام 1390. حيث تم تحضيره عن طريق مزج بذور الخردل الخشن مع الدقيق والقرفة والماء ويلف على شكل كرات ثم يتم تجفيفه، ويتم تخزينه بسهولة.
وعند الاستخدام يخلط بالخل أو النبيذ لصنع عجينة الخردل حسب الحاجة.
اشتهرت مدينة توكيسبيري بكرات الخردل المجففة عالية الجودة، المصنوعة من الخردل المطحون الممزوج مع الفجل. تم تصديرها بعد ذلك إلى لندن وبعض البلدان الأخرى، حتى أنها مذكورة في مسرحية وليام شكسبير الملك هنري الرابع (الجزء 2).
يقال أن تم استخدام الخردل كتوابل للهوت دوج لأول مرة في الولايات المتحدة كانت في عام 1904 في معرض سانت لويس العالمي، عندما تم تقديم الخردل الفرنسي الأصفر الزاهي بواسطة تي أر (شركة فرنسية).

## استخدامات الطهي
أكثر استخدام للخردل تكون على المائدة كتوابل تضاف إلى اللحوم الساخنة والباردة. كما أنه عنصر أساسي في مكونات المايونيز والخل والمخللات وصلصة الشوي والهوت دوج، ويدخل في بعض المعجنات والنقانق.
يتم استخدامه بشكل شائع في هولندا وشمال بلجيكا لصناعة حساء الخردل الذي يتكون من الخردل والقشطة والبقدونس والثوم وقطع لحم الخنزير المقدد المملح. يمكن أن يعمل الخردل كمستحلب على تثبيت خليط من اثنين أو أكثر من السوائل غير القابلة للامتزاج، مثل الزيت والماء.
ويضاف إلى صلصة هولانديز، ويمكن استخدامه لمنع التخثر.

### القيمة الغذائية
يمكن العثور على كميات العناصر الغذائية المختلفة في بذور الخردل في قاعدة بيانات المغذيات الوطنية التابعة لوزارة الزراعة الأمريكية. عند استخدام الخردل كتوابل، يبلغ متوسط نسبة السعرات الحرارية فيه حوالي 5 سعرات لكل معلقة صغيرة.
يتميز الخردل بالفيتامينات والعناصر الغذائية مثل السيلينيوم وأحماض أوميجا 3 الدهنية.

### التحضير
يعتمد تحضير الخردل على نوع البذور وطريقة التحضير، فبذور الخردل تتمتع بمجموعة كبيرة من النكهات القوية.
فيتم تحضير الطعم الأساسي للخردل ودرجة الحرارة المناسبة على حسب نوع البذور وإعدادها ومكوناتها، فعلى سبيل المثال بذور نبات الخردل الأبيض لها نكهة أقل نفاذيه من بذور نبات الخردل الأسود أو بذور الخردل الهندي البني.
تحدد درجة حرارة الماء وتركيز الأحماض مثل الخل قوة الخردل المحضر، السوائل الأكثر سخونة والأحماض الأقوى تفسد طبيعة الإنزيمات التي تصنع المركبات المنتجة للقوة. وهكذا يصنع الخردل الساخن من الماء البارد، في حين أن استخدام الماء الساخن ينتج بهارا أكثر اعتدالا، ويكون كل شيء آخر متساوي.
يمكن استخلاص زيت الخردل من قشر وطحن البذور.

### النكهات
لنبات الخردل نكهة حادة وساخنة ورائحة نفاذة. يؤدي خلط بذور الخردل المطحونة مع الماء إلى تفاعل كيميائي بين مركبين في البذور: إنزيم الميروسيناز ومختلف الجلوكوزينات مثل سينيجرين وسينالبين. يقوم إنزيم الميروسيناز بتحويل الجلوكوزينات إلى مركبات إيزوثيوسيانات مختلفة تعرف بزيت الخردل. ويكون تركيز الجلوكوزينات المختلفة في أصناف نبات الخردل، والأيزوثيوسيانات المختلفة التي يتم إنتاجها، نكهات وكثافة مختلفة.
- المركبان الكيميائيان هيدروكسي بنزيل-4 أيزوثيوسيانات وأليل أيزوثيوسيانات، مسؤولان عن الأطعم الحادة والساخنة واللاذعة في الخردل والفجل الحار والوسابي والثوم، لأنهما يحفزان قناة TRPV الأيونية المستشعرة للحرارة والحموضة على الخلية العصبية لاستشعار الألم في الفم والممرات الأنفية.
- يمكن أن تتبدد حرارة الخردل المحضر مع الوقت، ويرجع ذلك إلى التفكك الكيميائي التدريجي لـ هيدروكسي بنزيل-4 أيزوثيوسيانات

يصنع السلفورافان والفينيثيل أيزوثيوسيانات وبنزيل أيزوثيوسيانات النكهات الشديدة الأكثر اعتدالا وأقل نفاذة كما هو الحال عندما توجد في البروكلي وبراعم بروكسل والجرجير والملفوف (الكرنب).
- تتشابه وحدة أكسيد السلفورافان في التركيب مع مادة الثيول، والتي تنتج روائح البصل أو روائح تشبه رائحة الثوم.[26]

يحتوي بهار الخردل المحضر على مكونات تعطي نكهات مالحة وحامضة وحلوة. في الغالب يضاف الكركم إلى الخردل المعد تجاريا، وذلك لإضفاء اللون الأصفر عليه.

## التخزين ومدة الصلاحية
يباع الخردل المحضر في عبوات زجاجية أو بلاستيكية أو أنابيب ضغط معدنية، لا يتطلب الخردل تبريد للحفاظ على سلامته ولا ينمو العفن أو البكتريا الضارة فيه، بسبب خصائصه المضادة للبكتيريا والحموضة. يمكن أن يستمر الخردل إلى أجل غير مسمى دون أن يصبح غير صالح للأكل أو ضارا، لكنه يمكن أن يجف أو يفقد نكهته أو يتحول إلى اللون البني بسبب الأكسدة.
يتحسن الخردل الجاف عن طريق إضافة كمية صغيرة من النبيذ أو الخل إليه. يمكن أن تنفصل بعض مكونات الخردل المحضر منذ فترة طويلة، لكن يمكن معالجة ذلك عن طريق التقليب أو الهز. إذا تم تخزين الخردل بدون تبريد لفترة طويلة، يمكن أن يكتسب طعما مرا.
عندما يتم ترطيب بذور الخردل وسحقها، يتم تنشيط إنزيم يخرج مركبات كبريتية لاذعة، لكنها تتبخر بسرعة.
عند إضافة السائل الحمضي مثل النبيذ أو الخل إلى الخردل، ينتج معجون يدوم طويلا. بمرور الوقت يفقد الخردل المحضر طعمه، لذلك يجب الاحتفاظ بالأوعية بعيدا عن أشعة الشمس وفي مكان بارد وتكون محكمة الغلق.

## أصناف

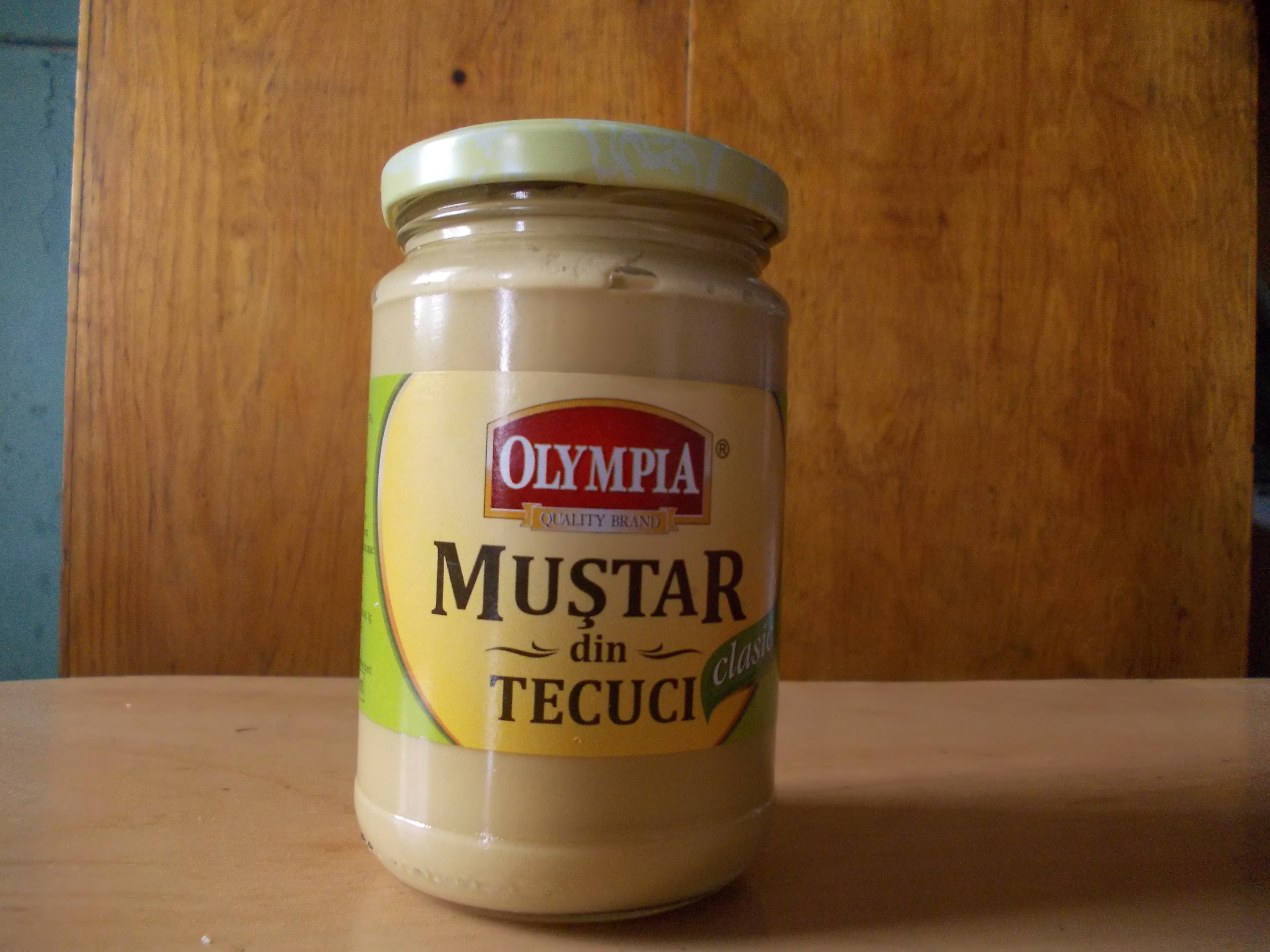
خردل تيكوتشي، من رومانيا

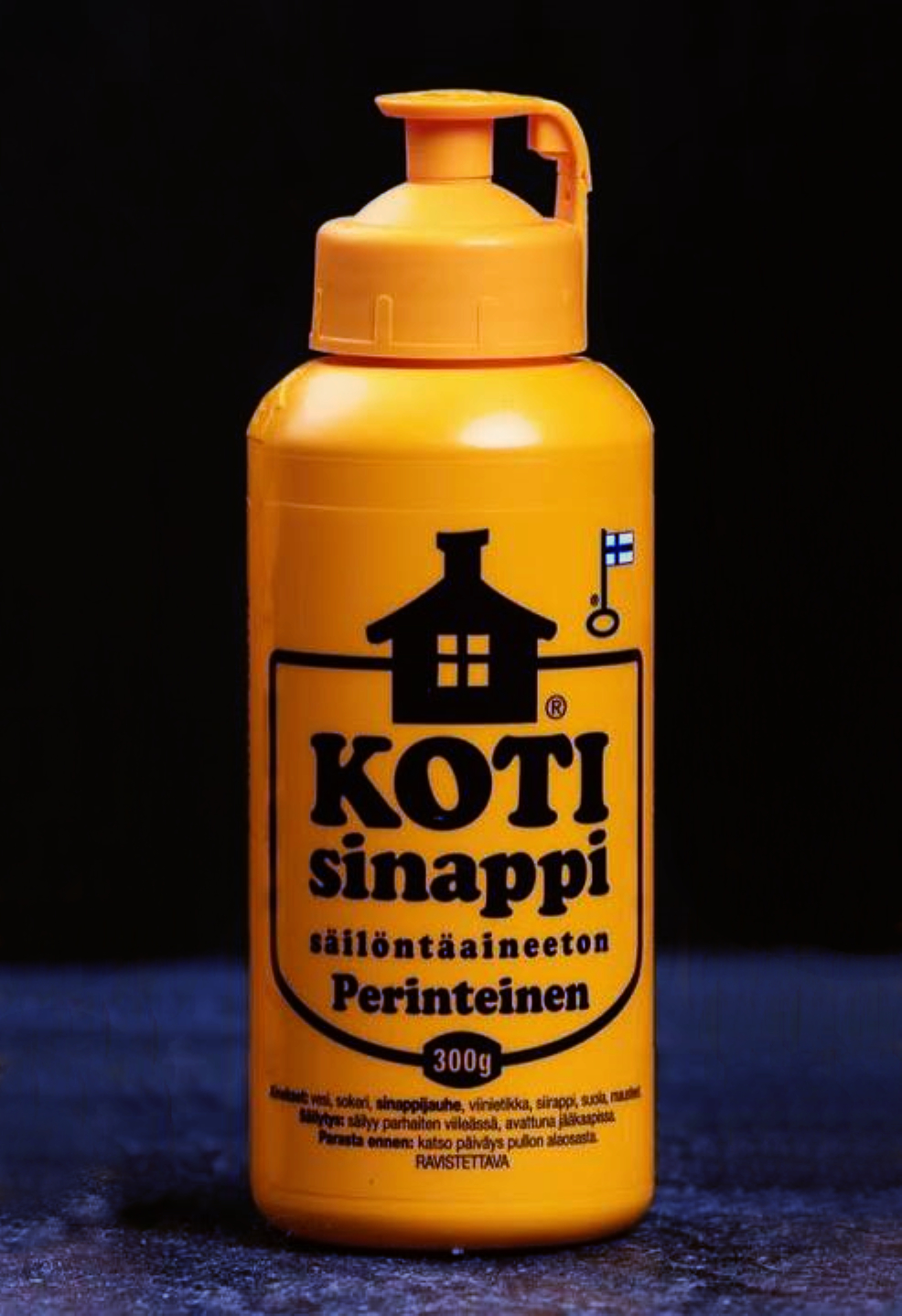
خردل أصفر فنلندي.

- يشتهر الخردل متوسط القوة في ديجون وميو في فرنسا وباوتسن وبافاريا في ألمانيا.
- يشتهر الخردل الحار جدا في نورويتش وتوكيسبيري في إنجلترا.
- يشتهر الخردل الساخن في دوسلدورف في ألمانيا.

ويكمن الاختلاف في التوابل الفرعية المضافة للخردل أثناء عملية التحضير.
يمكن طحن بذور وقشور الخردل واستخدامها كبهار.
يحتوي الخردل الحلو البافاري على نسبة قليلة جدا من الأحماض، مما يجعله يحل محل كميات وفيرة من السكر التي تقوم بحفظ الخردل.
خردل تيكوتشي من رومانيا هو نوع حلو يحظى بشعبية كبيرة في جنوب شرق أوروبا ومناسب للحوم المشوية مثل ميتتي. في بعض الأحيان، يتم طهي الخردل المحضر على نار خفيفة لتخفيف لدغته.
الخردل الأيرلندي عبارة عن خردل من الحبوب الكاملة ممزوج بالويسكي أو السمسم أو العسل. بينما كاراشي هو خردل ياباني حار.

### التحضير في المنزل
يمكن تحضير خردل المائدة الساخن بسهولة في مطبخ المنزل عن طريق خلط مسحوق الخردل المكون من بذور الخردل المطحونة والكركم ودقيق القمح إلى الكمية المطلوب مع إضافة الماء أو سائل حمضي مثل النبيذ والخل والحليب أو الجعة ويترك لمدة عشر دقائق قبل تناوله. عادة ما يتم تحضيره مباشرة قبل الوجبة، يعد الخردل المحضر بالماء على وجه الخصوص، أكثر نفاذة لكنه يفسد بسرعة.

### خردل الديجون

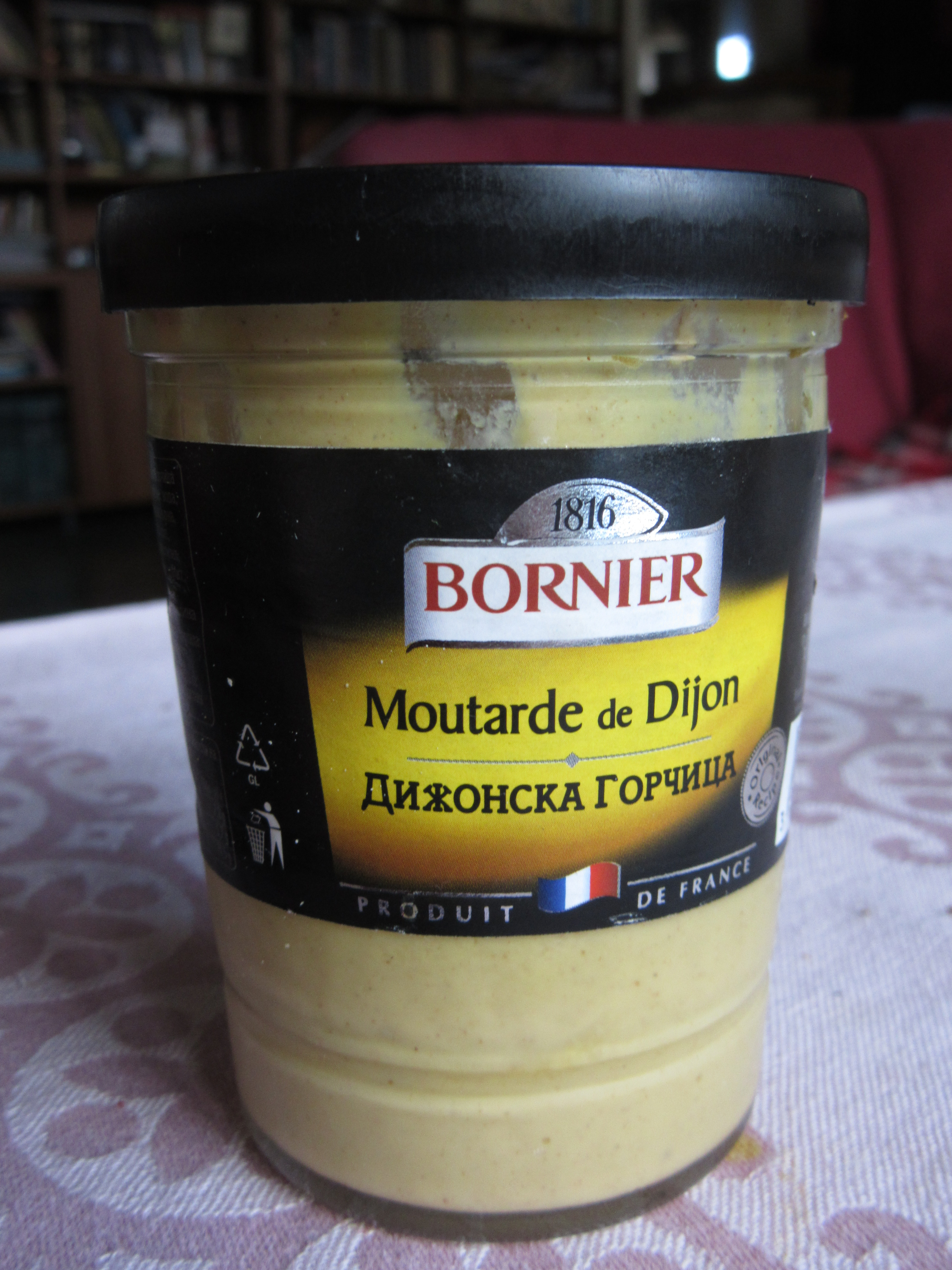
خردل الديجون مصدر إلى بلغاريا.

نشأ خردل ديجون في عام 1856، عندما استبدل جان نايجون من ديجون الخردل المعد بالخل بالخردل المعد بعصير العنب الحمضي الأخضر غير الناضج (فيرجوس). معظم أنواع الخردل الموجودة في ديجون اليوم تحتوي على النبيذ الأبيض بدلا من العصير النباتي.
يطلق اسم خردل ديجون على أنواع الخردل المحضرة في ديجون، فمصانع الخردل تعمل في ديجون والمدن المجاورة، يتم تصنيع الخردل في أماكن أخرى تحت اسم خردل ديجون.

### الخردل الإنجليزي
يميل الخردل الإنجليزي إلى اللون الأصفر الفاتح.
يعتبر الخردل الإنجليزي أقوى بشكل ملحوظ بالمقارنة مع العديد من أنواع الخردل الأخرى. نكهته مناسبة للطهي ويستخدم أيضا كتوابل مائدة للحوم الباردة والساخنة. أنتج الخردل لأول مرة تحت العلامة التجارية كولمان في نورويتش في عام 1814، وهي أشهر علامة تجارية للخردل الإنجليزي، ومتوفر منه على شكل عجينة. في عام 1920، تم بيع الخردل المعد لأول مرة على يد امرأة مقرها في دورهام تعرف باسم السيدة كليمنتس.

### الخردل الفرنسي
يوجد نوع من الخردل لونه بني داكن خفيف ومنعش وحلو، من المعروف انه من أصل فرنسي لكنه في الحقيقة خاص بالمملكة المتحدة، وقد اخترعته شركة كولمان في عام 1936، وأصبح رفيق لشرائح اللحم.
في عام 2001، توقفت شركة كولمان عن تصنيع الخردل، بسبب أن الشركة يونيليفر المستحوذة الآن على شركة كولمان أمرت بإيقاف بيعه في الاتحاد الأوروبي، بعد استحواذها على شركة أمورا ميل المنافسة لشركة كولمان في صناعة الخردل في عام 2000. لا تزال العديد من محلات السوبر ماركت البريطانية تقدم نسختها الخاصة من الخردل الفرنسي.

### خردل أمريكي أصفر اللون
أكثر أنواع الخردل انتشارا وشهرة في الولايات المتحدة الأمريكية، هو الخردل الأمريكي الذي يعرف ويباع تحت اسم الخردل الأصفر، على الرغم من أن معظم أنواع الخردل تميل إلى اللون الأصفر.
الخردل الأمريكي هو خردل خفيف الكثافة محضر بالكركم لإضفاء اللون الأصفر عليه.
يقال أن في عام 1904، تم تقديم الخردل لأول مرة من قبل جورج ج. فرينش تحت اسم كريم سلطة الخردل.
يستخدم الخردل الأصفر في إعداد النقانق والسندويشات والمعجنات والهامبرجر. كما أنه أحد مكونات العديد من سلطات البطاطس وصلصات الشواء وتوابل السلطة. يشار إليه عادة باسم هوت دوج أو بول بارك أو أصفر أمريكي أو صن شاين أو خردل. يطلق عليه في النمسا اسم أميريكانيشر سينف التي تعني بالإنجليزية الخردل الأمريكي. يعتبر الخردل الأمريكي أخف بكثير من الأنواع المحلية.

### خردل بني حار على طريقة ديلي
يستخدم الخردل البني الحار بشكل شائع في الولايات المتحدة، لا يتم تنعيم بذوره أثناء الطحن، لذا فهو لديه مظهر بني مرقط.
تحتوي بعض أنواع الخردل الجاهزة على الفجل الحار، مما يجعلها تدخل في استخدام التوابل أكثر من البني الحار العادي.
يوجد مجموعة متنوعة وشائعه من الخردل في لويزيانا الكريول.

### خردل البيرة
خردل البيرة هو الخردل الذي يضاف إليه البيرة بدلا من الخل، نشأ هذا النوع من الخردل في مكان ما في الغرب الأوسط للولايات المتحدة وظل بهارا محليا شائعا في جميع أنحاء الولايات المتحدة الأمريكية.

### خردل الحبوب الكاملة

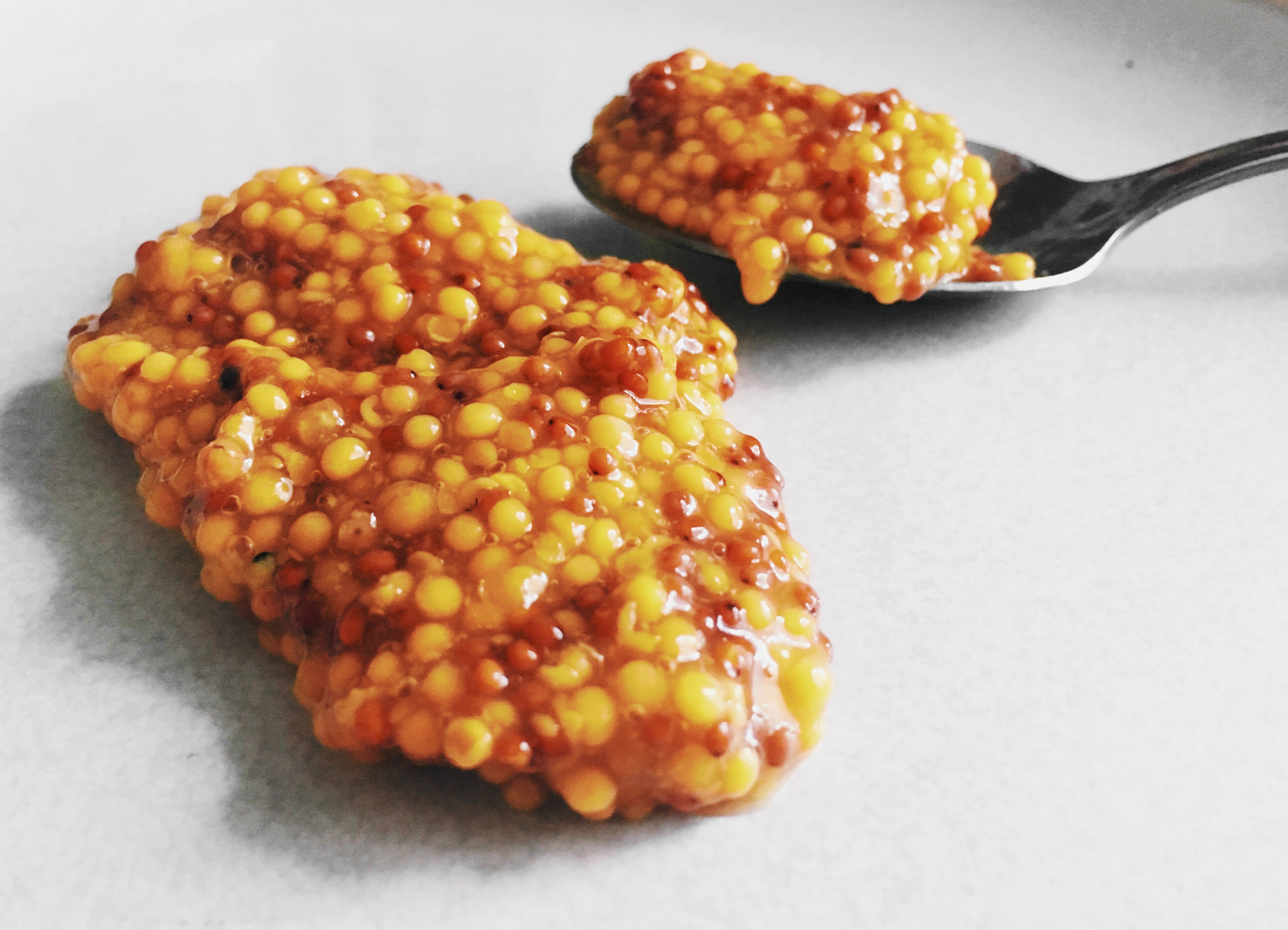
خردل الحبوب الكاملة من فرنسا

الخردل المصنوع من الحبوب الكاملة، يعرف باسم خردل الحبوب، يتم تصنيعه عن طريق خلط البذور الكاملة مع مجموعة مكونات أخرى. يمكن الوصول إلى النكهات القوية عن طريق خلطات مختلفة من أنواع البذور. يعتبر خردل جرونينجن أكثر الأنواع قوة عند مزجه مع حبيبات مطحونة جزئيا.

### خردل العسل
خردل العسل هو مزيج من الخردل والعسل، يتم خلطه بنسبة 1: 1. يستخدم بشكل شائع في كل من السندويشات ومقبلات للأطعمة مثل شرائح الدجاج. يمكن دمجه أيضا مع الخل أو زيت الزيتون لعمل تتبيلة السلطة.
تستخدم أنواع من الخردل الإنجليزي مع العسل أو سكر الديميرارا في المطبخ البريطاني لتغليف شرائح لحم الضأن المشوية أو شرائح لحم الخنزير.

### خردل الفلفل الحار
يستخدم الفلفل الحار في صناعة الخردل القوي بكميات أكثر من الذي تستخدم في صناعة الخردل العادي.
يضاف الفلفل أو الصلصة الحارة المصنوعة من الفلفل إلي الخردل مع العديد من المكونات الأخرى.
أكثر أنواع الخردل الذي يستخدم فيها الفلفل الحار هي الخردل الأصفر والبني.

### خردل الفاكهة
في القرن الرابع عشر تم إضافة الفاكهة إلى الخردل، منذ أن تم إنشاء خردل دي فروتا اللومباردي. حيث يتم تقطيع الفاكهة المحفوظة قطع كبيرة ووضعها في شراب الخردل الحلو ويقدم مع اللحوم المشوية. وهو نوع الخردل المفضل لدى ميلانو. يختلف نوع الفاكهة المضافة للخردل في كل من:
- فاكهة التفاح تضاف لخردل مانتوفا وهو خردل حار جدا
- فاكهة السفرجل تضاف إلى خردل مقاطعة فيتشنزا وله مظهر خفيف يشبه المربى.
- فاكهة الكرز تضاف إلى الخردل المصنع في إيطاليا.
- في إيطاليا يشير مصطلح مستاردا إلى التوابل الحلوة المصنوعة من الفاكهة والخضروات وعصير العنب الذي يغلى حتى يصبح شربا.[38][39]

### الخردل الحار
يستخدم مصطلح الخردل الحار للإشارة إلى الخردل المعد لإخراج النكهة الطبيعية من بذور الخردل. وغالبا ما يتم ذلك في بذور الخردل السوداء أو البنية اللاذعة بدلا من الخردل الأبيض المستخدم في صناعة الخردل المعتدل، حيث أن الخردل الأسود والبني تكون نكهته أقوى.

### الخردل المقطر
يصنع الخردل المقطر من المشروبات الكحولية مثل:
- خردل أران مع إضافة الويسكي
- خردل الخوخ المشوي
- خردل مع إضافة الكونياكي
- خردل إيراندي مع إضافة الويسكي ويطلق عليه خردل الحانة
- خردل جاك دانيال[40]

### الخردل الحلو
يصنع الخردل الحلو في بافاريا من بذور الخردل المحلاة بالسكر أو صلصة التفاح أو العسل، ويقدم مع نقانق لحم العجل، هناك ما يطلق عليه خردل ليبيركاس أو ويسورستسيلف لكن الاسم الأكثر شيوعا هو وياسورست.
يوجد داخل بافاريا العديد من الإضافات إلى هذا النوع من الخردل. ويوجد أنواع أخرى من الخردل الحلو معروفة في النمسا وسويسرا. تم تصنيع الخردل الحلو لأول مرة في عام 1854، على يد يوهان كونراد ديفيلي في ميونيخ.

## العلامات التجارية والشركات المصنعة البارزة

### البرازيل
- شركة همر

### كندا
- شركة كوزليك
- شركة جرافيلبورج

### فنلندا
- شركة كوتيسينابي
- شركة تورون سينابي

### هولندا
- شركة مارن

### إستونيا
- شركة بولتسما فيليكس

### فرنسا
- شركة أمورا (يونيليفر)
- شركة يونيليفر

### ألمانيا
- شركة بوتزنر
- شركة بوي فاينكوست
- شركة ديسلدورفر لوينسينف
- شركة هاندلماير
- شركة هنغستنبرغ
- شركة كوهني

### سويسرا
- شركة ثومي
- شركة ميغروس

### المملكة المتحدة
- شركة كولمان

### الولايات المتحدة
- الشركة الفرنسية
- شركة جراي بوبون (كرافت هاينز)
- شركة جولدن
- شركة بلوشمان و تمتلك علامة كوسيوسكو التجارية
- شركة الخردل المدرج
- شركة ويبر

## شبه القارة الهندية
الخردل البني هو نوع من التوابل التي تمت زراعتها في حضارة وادي السند وهو أحد التوابل المهمة المستخدمة في شبه القارة الهندية اليوم.
يتوافر فيها الخردل الكاسوندي بأنواع مختلفة وهو مذاق بنغالي شهير حار. يتم استخدامه أثناء الوجبات العادية ومع مجموعة متنوعة من الفواكه وأطعمة الشوارع.

## الحساسية
يمكن أن يؤدى الخردل القوي إلى لسع اللسان والفم والحلق وتدمع العين. يمكن أن يكون الخردل المحلي أقوى وأكثر حرارة من معظم أنواع الخردل المستوردة. نادرا ما سبب أي جزء من نبات الخردل الحساسية لدى الأشخاص. لكن في الاتحاد الأوروبي يجب وضع علامات تدل على وجود الخردل مع الأطعمة المعبأة، حتى إذا تم وضعه كمكون في عبوة مغلفة أو عن طريق تلوث غير مقصود بكميات ضئيلة بسبب أن لائحة (EC 1169/2011) الخاصة بـ ملصقات الأطعمة مادة 14 المسببة للحساسية تسرد أن الخردل من مسببات الحساسية بما في ذلك الحساسية المفرطة، والتي يجب الإشارة إليها بوضوح على الملصق كجزء من قائمة المكونات، وذلك باستخدام أسلوب طباعة مميز.

## إنظر أيضًا
- صلصة الصويا
- صلصة التارتار
- صلصة تاباسكو
- صلصة إكس أو
- صلصة التوت الأزرق
- محمرة (صلصة)

## روابط خارجية
- وصفات مختلفة لصلصة الخردل نسخة محفوظة 19 يناير 2017 على موقع واي باك مشين..